# فرانك بروس
فرانك بروس (بالإنجليزية: Frank Burrows)‏ هو لاعب كرة قدم ومدرب كرة قدم بريطاني، ولد في 30 يناير 1944 في لاركهول ‏ في المملكة المتحدة. لعب مع ريث روفرز وسكونثورب يونايتد وسويندون تاون ونادي مانسفيلد تاون.

## وصلات خارجية
- فرانك بروس على موقع قاعدة بيانات كرة القدم.إي يو (الإنجليزية)
- فرانك بروس على موقع Soccerbase.com (مدرب) (الإنجليزية)